# المحكمة الابتدائية (تونس)
المحكمة الابتدائية بتونس، إحدى المحاكم الابتدائية الخمسة بدائرة محكمة الاستئناف بتونس، يرجع إحداثها إلى ما قبل صدور الأمر المؤرّخ في 4 ابريل 1884 والذي ينص على «تنظيم الاختصاص الجنائي للدريبة (المحكمة)». وتقع هذه المحكمة في شارع باب بنات بتونس العاصمة.

## التأسيس
كانت المحكمة توصف سابقا في عهد الإستعمار الفرنسي بـ«الدريبة»، حيث نص الأمر المؤرّخ في 4 ابريل 1884 بتنظيم اختصاصات الدريبة وصلاحياتها بصفة رسمية وقانونية رغم أنها كانت مستحدثة قبل صدور هذا الأمر.

## مرجع النظر الحكمي للمحكمة
- في المادة المدنية : تنظر ابتدائيا في جميع الدعاوى عدا ما خرج عنها بنص خاص واستئنافيا في الأحكام الصادرة ابتدائيا عن قضاة النواحي التابعين لدائرتها أو التي وصفت غلطا بكونها نهائية وتنظر كذلك في الأحكام الصادرة عن دوائر الشغل.
- في المادة الجناحية : تنظر ابتدائيا في الجنح باستثناء ما كان منها من اختصاص قاضي الناحية.
وتنظر نهائيا بوصفها محكمة استئناف في الأحكام المستأنفة والصادرة عن قضاة النواحي التابعين لدائرتها كما تنظر المحكمة الإبتدائية المنتصبة بمقر محكمة إستئناف إبتدائيا في الجنايات (الفصل 124 جديد إجراءات جزائية).

## مرجع النظر الترابي
يبلغ عدد المعتمديات مرجع النظر الترابي للمحكمة الابتدائية بتونس، 14 معتمدية، وهم معتمديات: المدينة، باب بحر، باب سويقة، العمران، حي الخضراء، المنزه، سيدي البشير، قرطاج، حلق الوادي، الكرم، المرسى، باردو، العمران الأعلى، التحرير.